# Josh Kench
Joshua "Josh" Kench (né le 6 mai 2001 à North Store) est un coureur cycliste néo-zélandais.

## Biographie
En 2018, Josh Kench termine troisième du championnat de Nouvelle-Zélande sur route juniors (moins de 19 ans). L'année suivante, il s'impose sur une étape du Tour de l'Abitibi, manche de la Coupe des Nations Juniors. Il réalise ensuite ses débuts espoirs en 2020 au sein de l'équipe Black Spoke Pro Cycling Academy.
Lors de la saison 2022, il se classe deuxième du Lillehammer GP, une course norvégienne inscrite au calendrier de l'UCI. Il prend également la troisième place du Tour de Southland.

## Palmarès et résultats

### Palmarès par année
- 2017
  - 2e du championnat de Nouvelle-Zélande sur route cadets
- 2018
  - 3e du championnat de Nouvelle-Zélande sur route juniors
- 2019
  - 4e étape du Tour de l'Abitibi
- 2022
  - 1re étape de la New Zealand Cycle Classic (contre-la-montre par équipes)
  - 2e du Lillehammer GP
  - 3e du Tour de Southland
- 2025
  - Sharjah Tour : 
    - Classement général
    - 4e étape

  - Tour du Bostonliq

### Classements mondiaux
| Année                                 | 2021 | 2022 | 2023  | 2024  |
| ------------------------------------- | ---- | ---- | ----- | ----- |
| Classement mondial                    | nc   | nc   | 1297e | 3036e |
| UCI Oceania Tour                      | 69e  | nc   | 70e   | nc    |
|                                       |      |      |       |       |
| Légende : nc = non classéSource : UCI |      |      |       |       |